# Suzanne Girod
Suzanne Richardine Girod, z domu Poirson (ur. 8 lipca 1871 w Paryżu, zm. 20 października 1926 tamże) – francuska tenisistka, występująca na przełomie XIX i XX wieku.
Girod była jedną z pierwszych tenisistek, które triumfowały w tenisowych mistrzostwach Francji. Po raz pierwszy sięgnęła po sukces w roku 1901 – jak się okazało, nigdy więcej sukcesu nie powtórzyła.
Była jedną z uczestniczek pierwszego meczu finałowego wielkoszlemowego French Open, w którym przegrała ze swoją rodaczką Françoise Masson. Ponowna okazja do zdobycia tytułu nadarzyła się w 1902 (jednocześnie była szansą na obronę tytułu sprzed roku). Girod przegrała ponownie z Masson.